# 阿卜杜拉·阿卜杜拉
阿卜杜拉·阿卜杜拉（Abdullah Abdullah，1960年9月5日—），阿富汗政治人物，普什图族与塔吉克族混血，2014年至2020年任阿富汗首席执行官（政府首脑之一）。

## 经历
2009年7月28日，阿富汗的几名枪手伏击阿卜杜拉的车队。车队的司机在事故中死亡，競選團隊經理也受了伤。这次袭击的目标是阿卜杜拉在拉格曼省的地区競選團隊經理。
2014年阿卜杜拉再次竞选阿富汗总统，同年开始出任阿富汗首席执行官（相当于总理）。

### 2019年阿富汗总统选举
時任首席执行官阿卜杜拉·阿卜杜拉申请注册为2019年阿富汗总统选举的候选人。阿卜杜拉选择埃纳亚图拉·巴布尔·法拉曼（Enayatullah Babur Farahmand）为第一副总统，阿萨杜拉·萨达蒂（Asadullah Sadati）为第二副总统。
选举结果表明阿什拉夫·加尼·艾哈迈德扎伊被宣布为获胜者之后，阿卜杜拉也宣布自己为获胜者，这引发了政治危机，并导致他公开声明将组建一个平行的政府。
3月9日，阿卜杜拉和加尼在各自的就职典礼上宣誓就职。

### 民族和解高级委员会（2020年至今）
2020年5月17日，阿卜杜拉就任该国民族和解高级委员会（HCNR）主席。該委員會有权处理和批准与阿富汗和平进程有关的所有事务。